# Łącznica kolejowa do Jednostki Wojskowej w Celestynowie
Łącznica kolejowa do Wojskowego Ośrodka Farmacji i Techniki Medycznej w Celestynowie – zlikwidowana łącznica kolejowa. Dawniej służyła do przewozów towarów, obecnie linia kolejowa jest częściowo rozkradziona, oraz nieprzejezdna.